# Liboré
Liboré ist eine Landgemeinde im Departement Kollo in Niger.

## Geographie

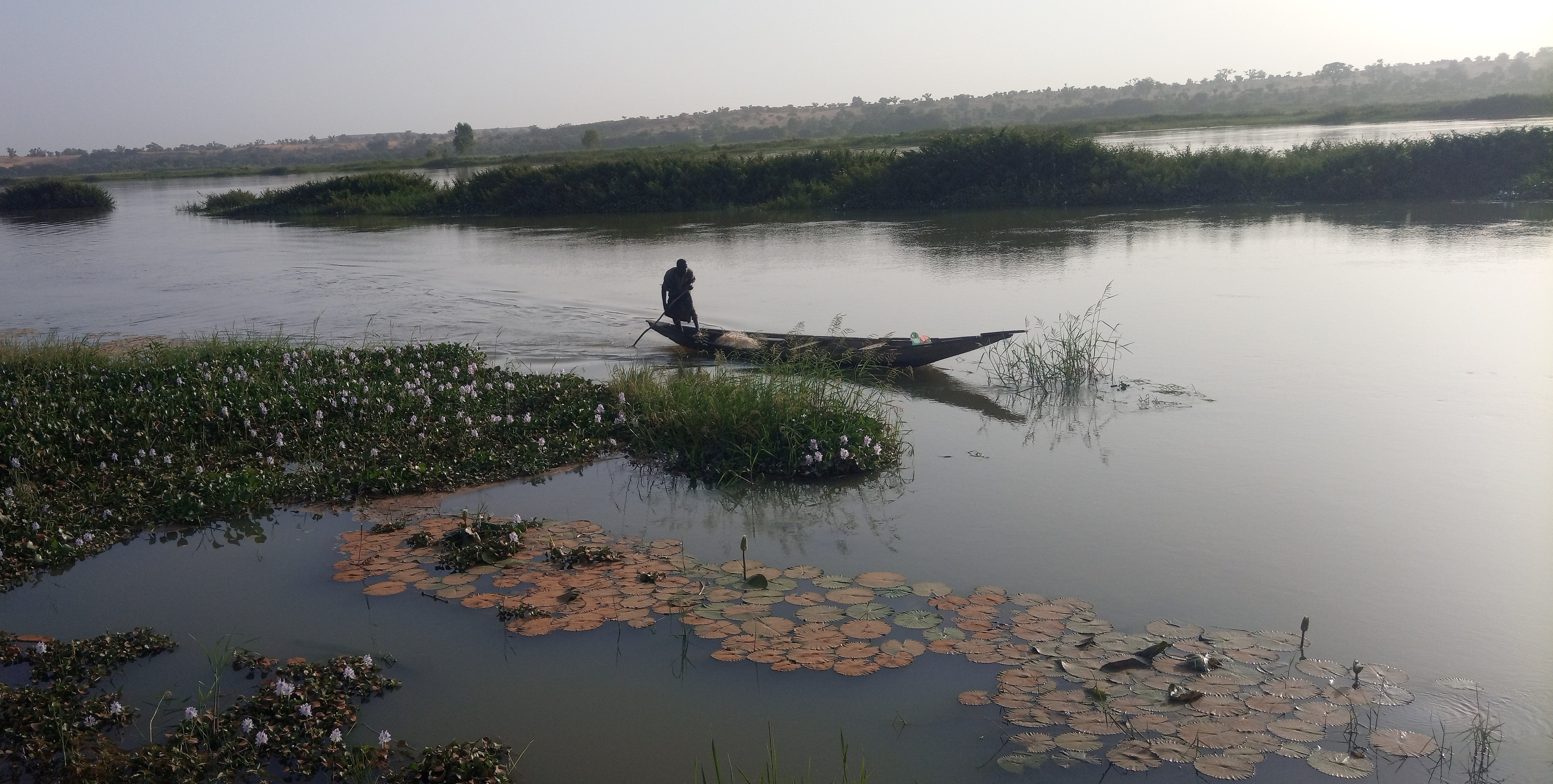
Eine Piroge am Fluss Niger in Liboré (2022)

Liboré liegt am linken Ufer des Flusses Niger und grenzt an die nigrische Hauptstadt Niamey. Die weiteren Nachbargemeinden sind Hamdallaye im Norden, N’Dounga im Osten sowie Youri und Bitinkodji im Süden. Bei den Siedlungen im Gemeindegebiet handelt es sich um 14 Dörfer, 15 Weiler und ein Lager. Der Hauptort der Landgemeinde ist das Dorf Liboré.
Die Gemeinde wird zur Übergangszone zwischen Sahel und Sudan gerechnet. Im Norden von Liboré liegt ein ständig wasserführender See, der Bangou Kirey. Er erstreckt sich über eine Fläche von 40 Hektar und ist Teil einer Seenkette im Trockental Kori de Ouallam.

## Geschichte

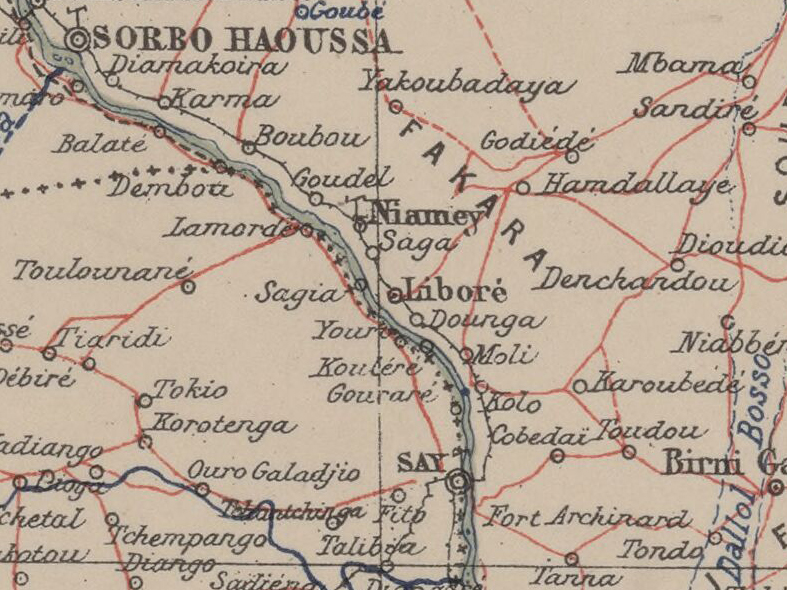
Ausschnitt einer Karte von 1903 mit Liboré im Zentrum

Bei den Weilern Bilfouda und Galbal wurden 926 Rennöfen zur Gewinnung von Eisen aus Eisenerz identifiziert, von denen die ältesten auf das 4. Jahrhundert n. Chr. zurückgehen.
Liboré wurde im 17. Jahrhundert von Zarma besiedelt. In den 1920er Jahren galt die durch Liboré führende und 1375 Kilometer lange Piste von Niamey nach N’Guigmi als einer der Hauptverkehrswege in der damaligen französischen Kolonie Niger. Sie war in der Trockenzeit bis Guidimouni und wieder ab Maïné-Soroa von Automobilen befahrbar. Von 2001 bis 2002 war der Ort vorübergehend als Stadtgemeinde Niamey VI in Niamey eingemeindet. Bei der Flutkatastrophe in West- und Zentralafrika 2010 wurden 526 Einwohner von Liboré als Katastrophenopfer eingestuft. Laut einer Erhebung vom September 2022 lebten in den zu Liboré gehörenden Siedlungen Banigoungou, Gonzaré Béri, Kouara Koukou, Liboré Zarma, Mallaleye und Oulmantama insgesamt 1225 interne Vertriebene aus 185 Haushalten.

## Bevölkerung

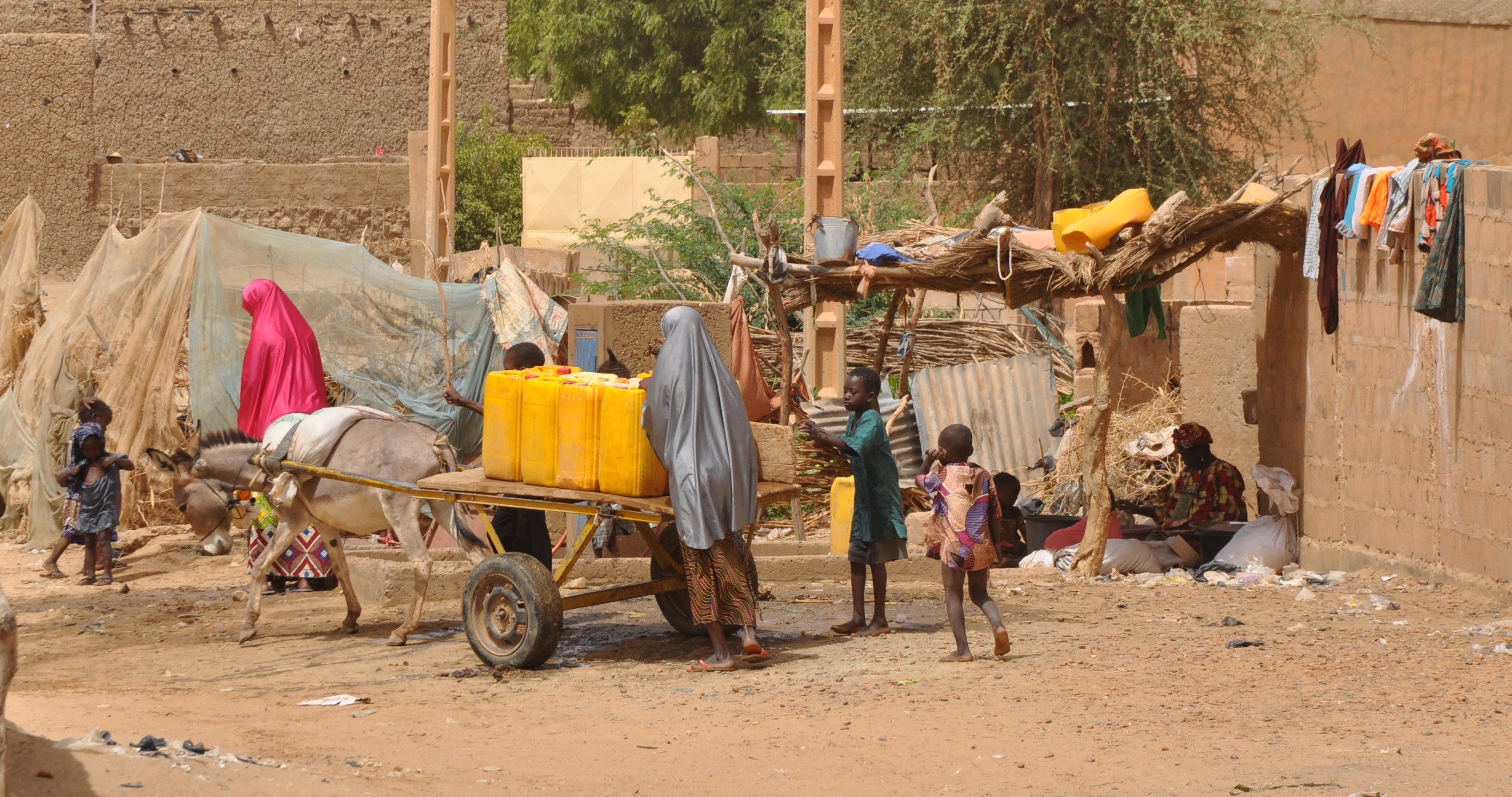
Eine Familie beim Wassertransport im Dorf Banigoungou (2019)

Bei der Volkszählung 2012 hatte die Landgemeinde 26.243 Einwohner, die in 3427 Haushalten lebten. Bei der Volkszählung 2001 betrug die Einwohnerzahl 16.494 in 2072 Haushalten.
Im Hauptort lebten bei der Volkszählung 2012 2587 Einwohner in 365 Haushalten, bei der Volkszählung 2001 1658 208 Haushalten und bei der Volkszählung 1988 1825 in 254 Haushalten.
Zu den Einwohnern von Liboré zählen Angehörige der Volksgruppen Zarma, Fulbe und Hausa sowie eine malische Minderheit.

## Politik
Der Gemeinderat (conseil municipal) hat 11 gewählte Mitglieder. Mit den Kommunalwahlen 2020 sind die Sitze im Gemeinderat wie folgt verteilt: 5 MODEN-FA Lumana Africa, 3 PNDS-Tarayya, 2 AMEN-AMIN und 1 MPR-Jamhuriya.
Jeweils ein traditioneller Ortsvorsteher (chef traditionnel) steht an der Spitze von 13 Dörfern in der Gemeinde.

## Kultur
In Liboré befindet sich die wichtigste Ausbildungsstätte für Djesseré im Zarma-Gebiet. Djesseré sind eine besondere Art von Erzählern, die historische Überlieferungen in langen Vorträgen weitergeben.

## Wirtschaft und Infrastruktur

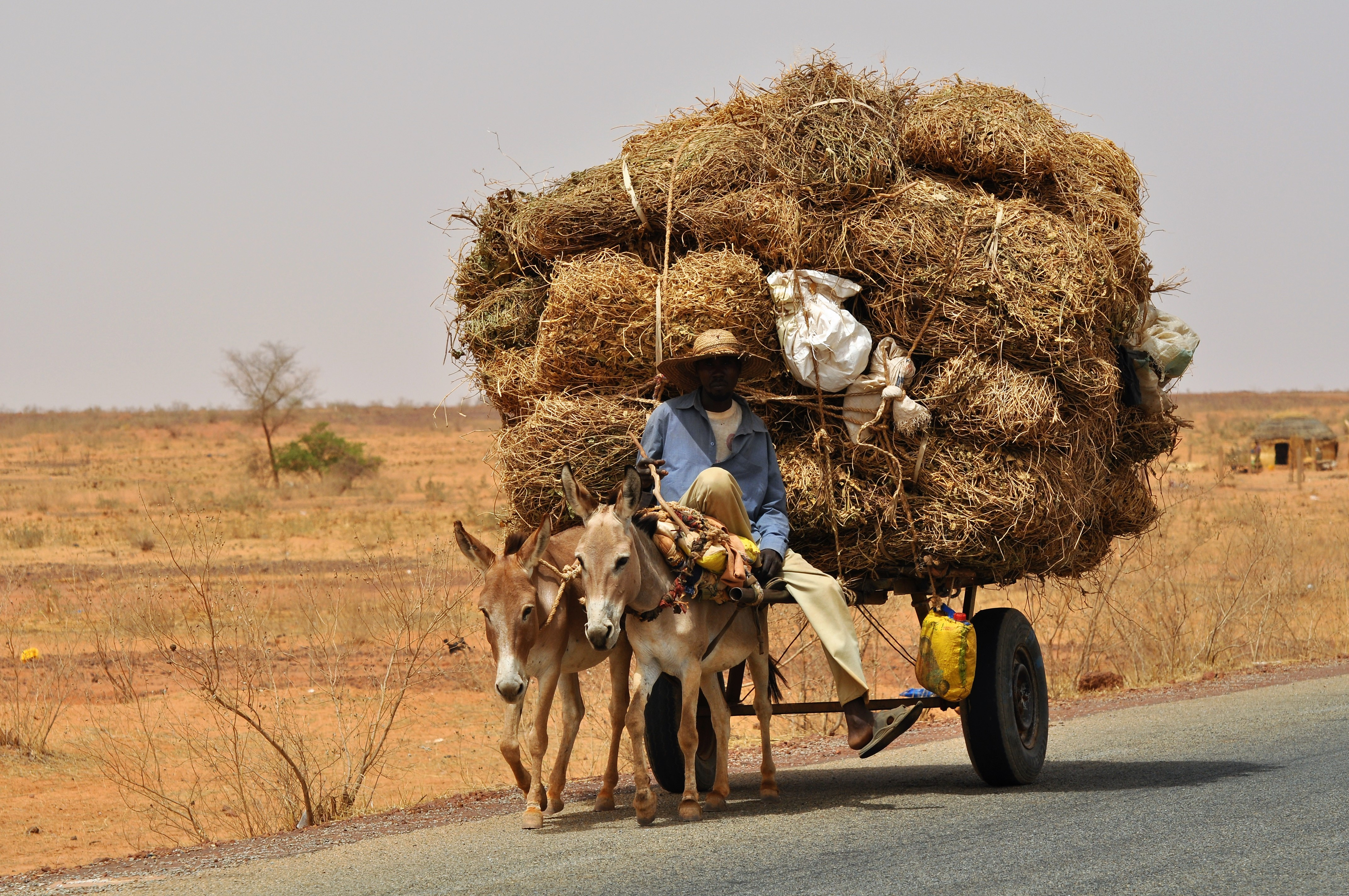
Ein Eselskarren mit Heu in Liboré (2019)

Am Fluss erstreckt sich ein bewässerungsfeldwirtschaftliches Areal. Neben dem Anbau von Reis, Hirse und Augenbohnen werden in der Gemeinde Viehzucht und Fischerei betrieben. Das Dorf Guériguindé Zarma ist für seine Fleischereien bekannt. Das staatliche Versorgungszentrum für landwirtschaftliche Betriebsmittel und Materialien (CAIMA) unterhält eine Verkaufsstelle im Hauptort.
Gesundheitszentren des Typs Centre de Santé Intégré (CSI) sind im Hauptort, im Dorf Banigoungou und im Dorf Bangoubanda vorhanden. Der CEG Liboré ist eine allgemein bildende Schule der Sekundarstufe des Typs Collège d’Enseignement Général (CEG). Beim CES Mallaleye im Dorf Mallaleye handelt es sich um eine allgemein bildende Schule der Sekundarstufe des Typs Complexe d’Enseignement Secondaire (CES). Der Centre de Formation aux Métiers de Liboré (CFM Liboré) ist ein Berufsausbildungszentrum.
Entlang des Flusses, auch durch den Hauptort, zieht sich die 101,2 Kilometer lange Nationalstraße 31 zwischen Niamey und Kirtachi. Unter anderem durch das Dorf Sorey Béné führt die asphaltierte Nationalstraße 1, die mit 1601,7 Kilometern längste Fernstraße Nigers. Im Norden des Gemeindegebiets, etwa beim Weiler Kogorou, verläuft die 868 Kilometer lange Nationalstraße 25 zwischen Niamey und Agadez.

## Persönlichkeiten
- Djéliba Badjé (1941–2018), Erzähler vom Berufsstand der Djesseré
- Badjé Bannya (um 1912–1970), Erzähler vom Berufsstand der Djesseré
- Amadou Madougou (* 1941), Politiker, Bürgermeister von Liboré